# Дърво на решенията
Дърво на решенията е метод за класифициране на данни чрез въпроси и отговори.
Използва се като техника в изкуствения интелект и в анализа на операциите (по-точно в теорията за взимане на решения).